# George Henry Corliss
Pour les articles homonymes, voir Corliss.
George Henry Corliss, né à Easton (État de New-York) le 2 juin 1817 et mort à Providence (Rhode Island) le 21 février 1888, est un ingénieur américain, inventeur de la machine à vapeur Corliss, et l'une des sources d'inspiration majeures du mouvement steampunk.

## Biographie
Fils d'un médecin de campagne, Corliss grandit à Greenwich, dans l'État de New York et étudia à l'académie de Castleton (Vermont), avant d'être employé par une usine de coton. Ses talents techniques commencèrent à poindre lorsqu'il répara un pont en charpente emporté par une crue et jugé irrécupérable. 
Il ouvrit une quincaillerie à Greenwich, en 1838 et à partir 1841, se passionna pour les mécanismes : l'année suivante, il déposa un brevet pour une machine à coudre les souliers et le cuir. Il emménagea en 1844 à Providence, dans l’État de Rhode Island, afin de démarcher les banques pour financer la promotion de son invention, travaillant comme projeteur pour les ateliers Fairbanks, Bancroft & Co. Là, il constata les performances médiocres des machines stationnaires à vapeur, que les manufactures américaines n'utilisaient qu'en complément des roues hydrauliques. Il imagina de les perfectionner par régularisation du mouvement des bielles (réduisant ainsi les pertes de puissance par à-coups) et en séparant les soupapes d'admission et d'échappement.
En 1848, il s'associa avec John Barstow et E.J. Nightingale pour fabriquer sa nouvelle machine stationnaire. L'usine se trouvait au carrefour de Charles Street et de la ligne de Boston à Providence (en). En mars 1849, il brevetait un nouveau modèle de distribution pour les locomotives.

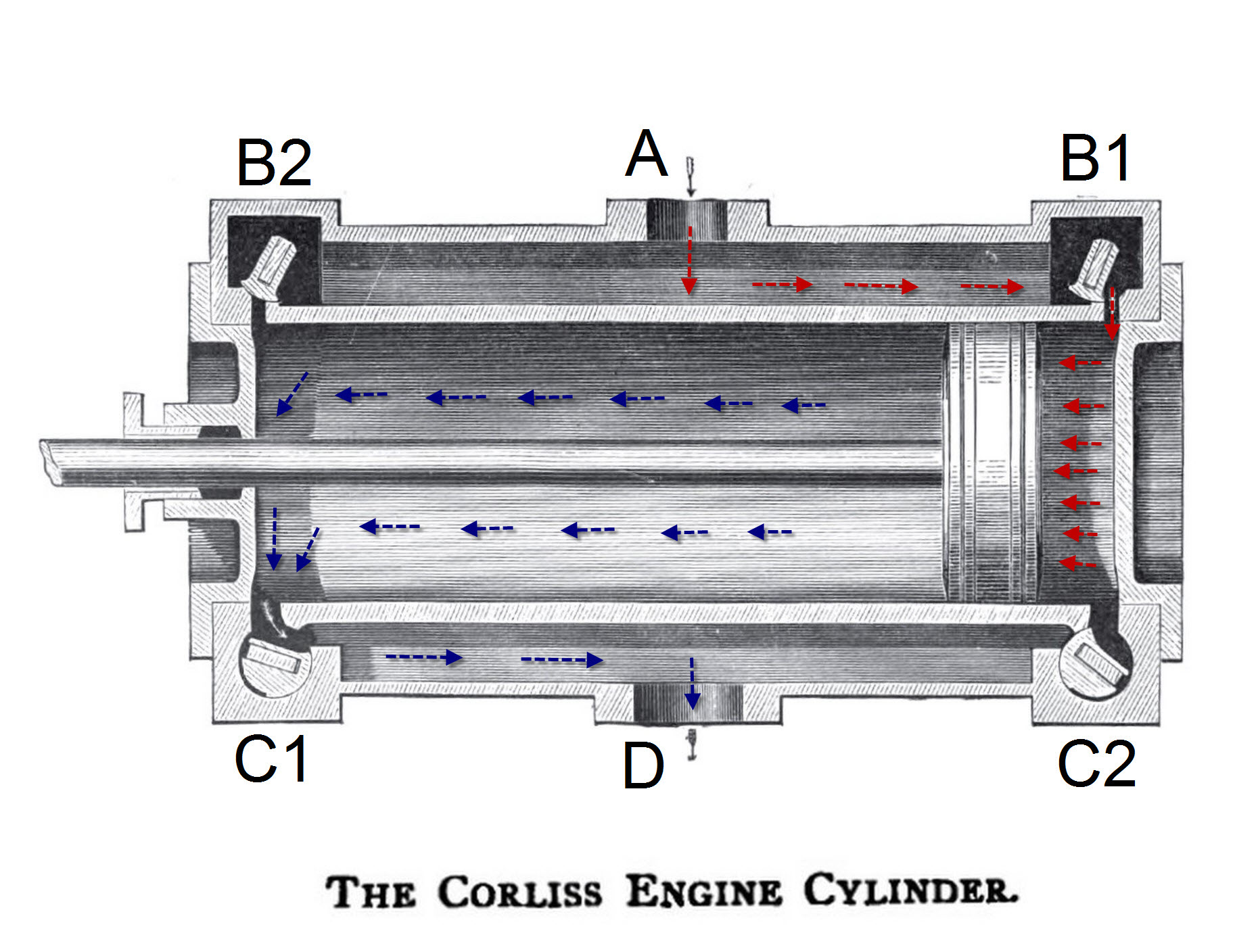
Détail de la distribution Corliss montrant la détente de la vapeur (du rouge au bleu). Quatre soupapes se relaient pour assurer le cycle complet du piston

En 1859, la Sté Corliss engines était cotée en bourse, et Corliss en obtenait la présidence. Ses machines s'exportaient jusqu'en Europe, notamment en Écosse où elles équipaient les filatures. Elles apportaient d'énormes gain en combustible et, pratique courante à l'époque, la Sté Corliss facturait ses machines à ses clients sur la base des économies de charbon réalisées. En 1864, la fabrication des soupapes pour le marché européen était sous-traitée aux usines B. Hick and Son de Bolton. Corliss améliorait sans cesse la chaîne de production : il introduisit notamment le renvoi d'angle tronconique pour l'usinage des pièces. La Sté Corliss Steam-engine fut primée aux expositions universelles de Paris (1867) et de Vienne (1873) ; son inventeur fut récompensé du prix Rumford (1869)
.

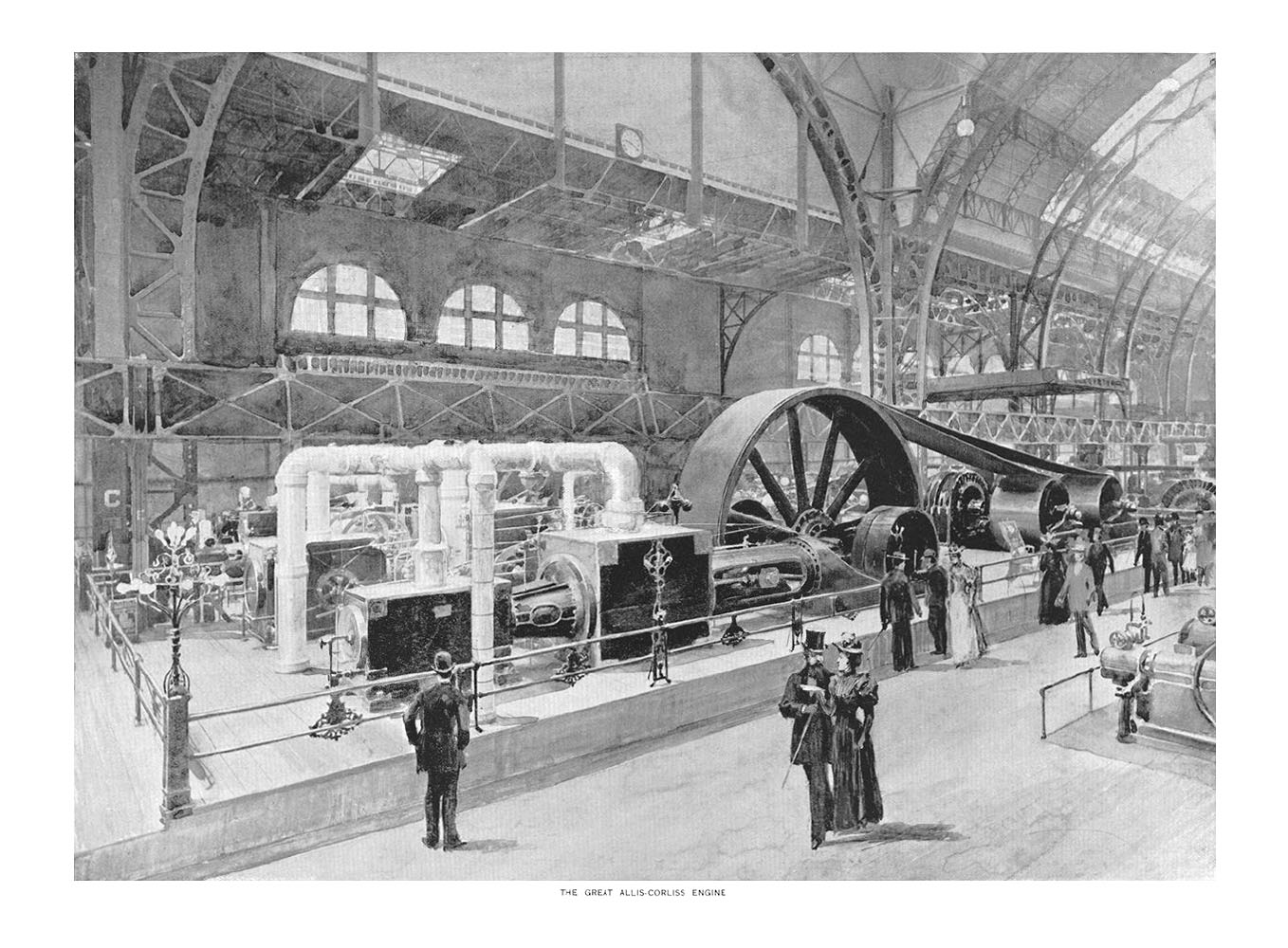
La grande machine de Corliss (1875).

En 1875, G. H. Corliss dessina la machine qui porte son nom, la plus grande et la plus puissante du monde à l'époque, qui incarne encore aujourd'hui la deuxième révolution industrielle et l'avancée technologique des États-Unis. Ayant bénéficié d'un budget de construction de 100 000 dollars, cette machine de 700 tonnes, fournissant 1 400 chevaux-vapeur, avait des cylindres de près d'un mètre de diamètre dont la dilatation sous l'effet de la température était telle qu'elle nécessitait des mesures spéciales pour éviter qu'elle n'enrayent tout le mécanisme. Bartholdi a dit que la cinématique de cette machine avait « la beauté, pour ainsi dire la grâce, des gestes humains. »
Parmi les autres inventions de Corliss figurent des scies, des chaudières et des pompes. Il fut aussi député de l'assemblée de l'État du Rhode Island entre 1868 et 1870 et grand électeur en 1876.